# Lingbi
Língbì Xiàn o condado de Língbì es una localidad de la ciudad-prefectura de Suzhou en la provincia de Anhui, República Popular China, con una población censada en noviembre de 2010 de 975 308 habitantes.
Se encuentra situada en el norte de la provincia, cerca del río Huai y de la frontera con la provincia de Shandong.